# Method Man & Redman
Method Man & Redman, também referido como Red & Meth, Meth & Red, Doc & Meth ou Mr. Mef and Funk Doc, é um duo americano de hip hop, formado pelos superstars do rap Method Man (do Wu-Tang Clan) e Redman (do Def Squad).
Eles são assinados com a Def Jam como artistas solo e também como um grupo. Eles gravaram várias faixas juntos até finalmente lançarem seu primeiro álbum de estúdio Blackout! em 1999. 10 anos depois a dupla se reuniu e lançou a sequência, Blackout! 2 em 2009.
Red & Meth estrelaram em um sitcom chamado Method & Red, mas dissolveram as séries devido a falta de controle criativo, que ao invés disso foi feito pela Fox.

## Carreira
A dupla se conheceu na em 1994. Enquanto estavam com a Def Jam se reuniram em uma turnê em 1994 e em 1995 se encontraram mais uma vez no estúdio de gravação de "Got My Mind Made Up", do rapper Tupac Shakur para seu álbum All Eyez on Me. Depois disto eles tiveram batalhas de improviso amigáveis no Yo! MTV Raps, o que levou a sua colaboração no single "How High". Em 1999 os dois MC's apareceram juntos em "Rap Phenomenon" do álbum póstumo de The Notorious B.I.G. Born Again.

## Discografia

### Álbuns
- 1999: Blackout!
- 2009: Blackout! 2
- 2012: Blackout! 3

### Mixtapes
- 2009: DJ Green Lantern presents: Lights Out

### Outros
- 2001: How High (trilha sonora)

### Aparições de Redman em álbuns de Method Man
- 1998: "Big Dogs" de Tical 2000: Judgement Day também em Blackout!
- 2004: "We Some Dogs" de Tical 0: The Prequel
- 2006: "Walk On" de 4:21... the Day After

### Aparições de Method Man em álbuns de Redman
- 1996: "Do What Ya Feel" de Muddy Waters
- 1998: "Well All Rite Cha" de Doc's da Name 2000 também em Blackout!
- 2001: "Enjoy da Ride" de Malpractice
- 2007: "Blow Treez" de Red Gone Wild
- 2010: "Lite 1 Witcha Boi" de Reggie

### Aparições juntos
- 1994: Buddha Brotherz Freestyle
- 1994: Freestyle
- 1995: Double Deuces (St. Ide's Malt Liquor Commercial)
- 1995: "How High" de The Show Soundtrack
- 1995: "Tonight's Da Night Freestyle"
- 1995: Yo! MTV Raps (Last Episode Freestyle) (com Craig Mack, Large Pro, & Special Ed)
- 1996: Funk Flex Freestyle
- 1996: "Got My Mind Made Up" de 2Pac's All Eyez on Me
- 1997: "4,3,2,1 (Original)" (Feat. Canibus)
- 1997: "4,3,2,1 (Album Version)" de LL Cool J's Phenomenon
- 1997: "4,3,2,1 (E-Dub Remix)" (Feat. LL Cool J, Canibus, Master P, & DMX)
- 1999: "Rap Phenomenon" de The Notorious B.I.G.'s Born Again
- 1999: "Redman Freestyle" de Drunken Master's Drunken Style
- 1999: "Simon Says (Remix)" de Pharoahe Monch's Internal Affairs
- 2000: "2 Tears In A Bucket" com Sheek de Ruff Ryder's Ryde Or Die Vol. 2
- 2000: "Buck 50" de Ghostface Killah's Supreme Clientele
- 2000: "Fuhgidabowdit" de LL Cool J's G.O.A.T.
- 2000: "Get It Up (Remix)" com Sticky Fingaz & Xzibit
- 2000: "Left & Right" de D'Angelo's Voodoo
- 2000: "Rap City Freestyle" (Feat. Big Tigger)
- 2000: "Redbull" de Wu-Tang Clan's The W
- 2000: "Rollin' (Urban Assault Vehicle)" de Limp Bizkit's Chocolate Starfish...
- 2000: "Symphony 2000" de the AND1 Vol. 2 Soundtrack
- 2001: "Dog In Heat" de Missy Elliott's So Addictive
- 2001: "Red, Meth & B" de Cypress Hill's Stoned Raiders
- 2001: "Who You Be" de Outsidaz's Bricks
- 2002: "Get It Started" de Mystikal's Tarantula
- 2002: "Good Times (I Get High) Remix" de Styles P's A Gangster and a Gentleman
- 2002: "Rock & Roll" de Naughty By Nature's IIcons
- 2003: Brownsugar Freestyle
- 2003: "I Will Not Lose" do álbum Wu-Tang Corp
- 2003: "Lyrical .44" com Damian Marley
- 2003: "Noble Art" com IAM
- 2003: "Pack Em Up" do álbum Wu-Tang Corp
- 2004: "Method & Red TV Show Theme Song"
- 2004: "Pixie Rap" do show de TV The Fairly Oddparent
- 2004: "Wake Up Show Freestyle pt. 1" de Sway & King Tech's Wake Up Show Freestyles vol. 8
- 2004: "Wake Up Show Freestyle pt. 2" de Sway & King Tech's Wake Up Show Freestyles vol. 8
- 2006: "Funk Doc & Mef Tical" do álbum "From Oakland to Shaolin"
- 2007: "Wait A Minute" de The Soundscannerz The Resume
- 2008: "Broken Language 2008"
- 2008: "Self Construction" (com KRS-One, Talib Kweli, Busta Rhymes, David Banner, Nelly, Styles P, The Game, & Ne-Yo)
- 2010: "Troublemakers" de Ghostface Killah's Apollo Kids
- 2011: "Welcome To The Academy" de Terminal 3's Kurupt Presents The Academy